# آجوآ آندو
آجوآ آندو (انگلیسی: Adjoa Andoh; ۱۴ ژانویهٔ ۱۹۶۳ – ) بازیگر اهل بریتانیا است. وی از سال ۱۹۸۴ میلادی تاکنون مشغول فعالیت بوده‌است.
از فیلم‌ها یا برنامه‌های تلویزیونی که وی در آن نقش داشته‌است می‌توان به شکست‌ناپذیر، بریجرتون و ویچر اشاره کرد.